# Dislocación (defecto cristalino)
En el ámbito de la ciencia de materiales y la física del estado sólido, las dislocaciones son defectos de la red cristalina de dimensión uno, es decir, que afectan a una fila de puntos de la red de Bravais.
Las dislocaciones están definidas por el vector de Burgers, el cual permite pasar de un punto de la red al obtenido tras aplicar la dislocación al mismo. Las dislocaciones suceden con mayor probabilidad en las direcciones compactas de un cristal y son sumamente importantes para explicar el comportamiento elástico de los metales, así como su maleabilidad, puesto que la deformación plástica puede ocurrir por desplazamiento de dislocaciones.

## Clasificación

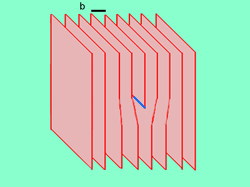
Dislocación de borde.

Se distinguen tres tipos de dislocaciones:
Dislocación de borde, de línea o de Taylor: Formada por un plano extra de átomos en el cristal, el vector de Burgers es perpendicular al plano que contiene la dislocación y paralelo al plano de deslizamiento. Existe una interacción fuerte entre dislocaciones de arista de tal manera que se pueden llegar a aniquilar.
Dislocación helicoidal, de tornillo o de Burgers: Se llama así debido a la superficie espiral formada por los planos atómicos alrededor de la línea de dislocación y se forman al aplicar un esfuerzo cizallante para producir una distorsión. La parte superior de la región frontal del cristal desliza una unidad atómica a la derecha respecto a la parte inferior. En este caso, el vector de Burgers es paralelo al plano que contiene la dislocación y perpendicular al plano de deslizamiento.
Dislocaciones mixtas: Dislocación formada por las dos anteriores, una de cuña y una helicoidal.

## Movimiento de las dislocaciones
En general las dislocaciones se pueden mover en diferentes planos de deslizamiento. La elección de este plano y la dirección de deslizamiento no es arbitraria y por lo tanto el grado de facilidad de deslizamiento vendrá determinado por las condiciones a las que está sometido el cristal y la estructura del mismo. Existen planos con mayor facilidad en la propagación de dislocaciones y dentro de los mismos, existen direcciones preferentes de deslizamiento por las cuales se desplazan las dislocaciones. Se puede definir un plano sobre el que desliza la dislocación y una dirección de deslizamiento, la combinación de ambos se denomina sistema de deslizamiento.
Los planos más favorables para que se dé movimiento de dislocaciones son los de máxima compacidad y las direcciones serán alguno de los vectores contenidos en el plano, generalmente donde los átomos están más compactos.

## Definiciones
Línea de dislocación: línea que va a lo largo de aquel borde de plano extra de átomos que termina dentro del cristal
Plano de deslizamiento: plano definido por la línea de dislocación y el vector de deslizamiento. Si la dislocación se mueve en la dirección del vector de deslizamiento, se dice que se mueve propiamente por deslizamiento y la línea de dislocación se mueve a lo largo del plano de deslizamiento.
Símbolo: las dislocaciones de borde se simbolizan con un signo de perpendicular, ┴. Cuando el signo apunta hacia arriba, el plano extra de átomos está sobre el plano de deslizamiento y la dislocación se le llama positiva. Cuando el signo apunta hacia abajo, ┬, el plano extra de átomos está bajo el plano de deslizamiento y la dislocación es negativa.